# Chandos Jubilate
Chandos Jubilate, HWV246, és una composició coral de Georg Friedrich Händel. Va sortir publicada com el primer del Chandos Anthems, i també es coneix com el Chandos Anthem núm. 1 i Jubilate en re major. Aques arranjament del Salm 100, "O, be joyful in the Lord" ("Aclameu el Senyor arreu de la terra"), és el primer d'una sèrie d'anthems sacres que Händel va compondre entre 1717 i 1718, quan era compositor a la residència de James Brydges, més tard 1r Duc de Chandos. L'anthem, probablement, es deuria estrenar a l'església de St. Lawrence, Whitchurch, prop de la residència de Brydges. L'obra està escrita per un petit conjunt d'instrumentistes, cantants solistes i cor, i dura aproximadament vint minuts.

## Context històric

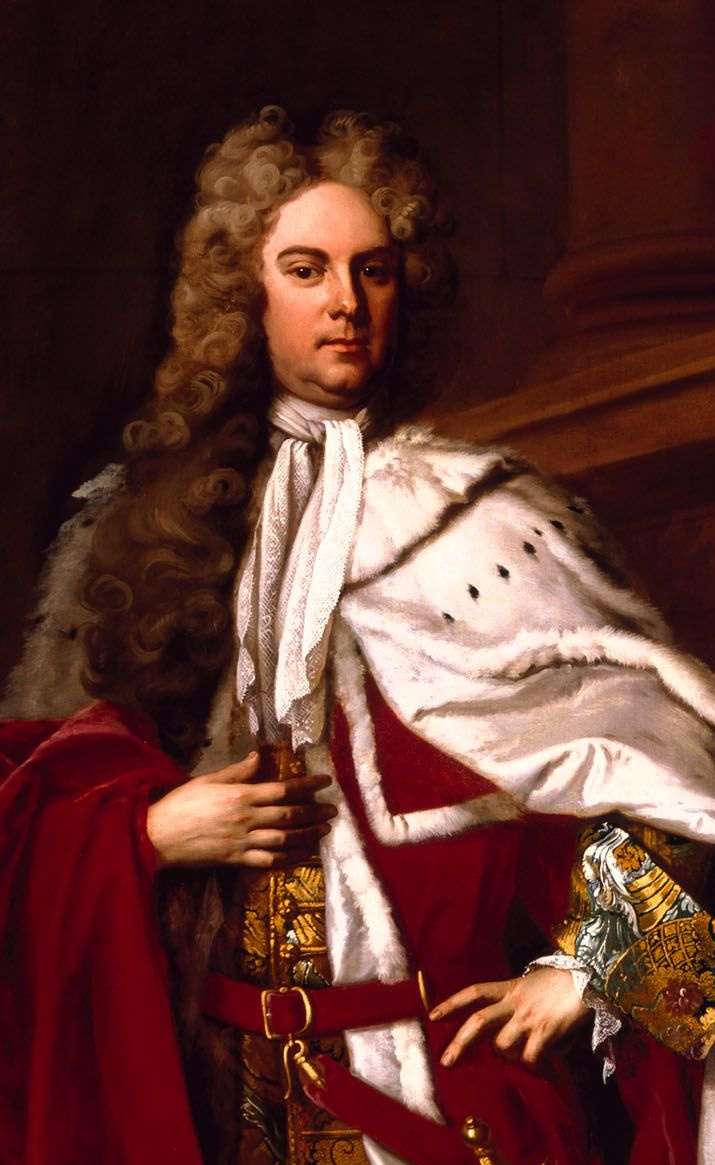
Retrat de James Brydges,1r Duc de Chandos, per Michael Dahl

Händel, va néixer el 1685 en el que és actualment Alemanya, i havia estat uns anys com a jove compositor a Itàlia. A partir de 1712 s'instal·là a Londres i se centrà principalment a la composició d'òperes italianes. El 1717 es va traslladar a la casa de James Brydges, més tard 1r Duc de Chandos, que vivia en un palau a Cannons, Little Stanmore. Händel era ja un compositor reconegut arreu d'Europa; el seu primer biògraf, John Mainwaring, va escriure dins 1760 "tenir-lo com a compositor era una mostra de real magnificència, com cap altra persona o tema: com cap príncep o poderós terratinent d'aquell temps ho podria pretendre." Brydges va mantenir d'altres compositors així com una orquestra petita i un conjunt de cantants i, per part de Händel, havia de proporcionar la música per serveis litúrgics de la capella privada de Brydge, l'església de St. Lawrence, Whitchurch.

## Anàlisi musical
Aquest anthem és força inusual, ja que està escrit per un petit cor de soprano, tenor i baix –tot ometent les contralts–, i dos violins, dos oboès que toquen a l'uníson, i baix continu; hi ha violoncel, fagot, i contrabaix, però no les violes. L'omissió de parts interiors habituals dona a la música una textura lleugera similar a la música de cambra. Händel, com feia sovint, va reciclar música per aquest anthem que ja havia utilitzat en altres composicions; en aquest cas, de l'Utrecht Te Deum and Jubilate, que havia compost per un ofici litúrgic magnífic d'acció de gràcies a la catedral de Saint Paul.

## Estructura

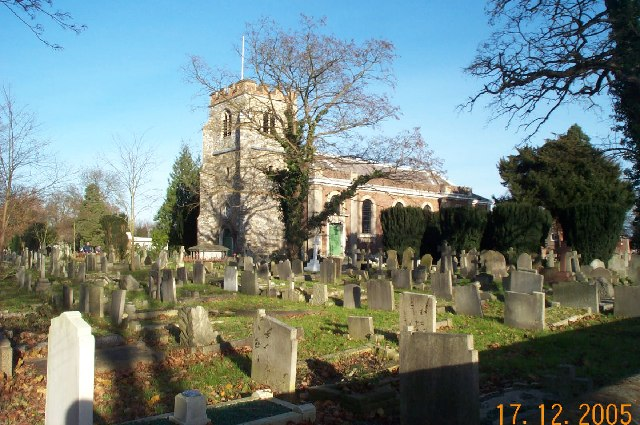
Poc Stanmore, Església de St Lawrence, on el Chandos Anthems era primer va actuar

L'anthem és un arranjament musical del Salm 100, conegut com el "Jubilate".
Comença amb una sonata instrumental dins l'estil d'una obertura francesa, que té continuïtat sense pausa, amb el:
Solo de tenor, i un cor fugat:
Oh be joyful in the Lord, all ye lands,
Serve the Lord with gladness
And come before his presence with a song.
Duet per a soprano i baix, amb un solo de violí i oboè:
Be sure that the Lord, he is God,
It is He that has made us, and not we ourselves.
We are His people, and the sheep of His pasture. .
Un cor polifònic:
O go your ways into His gates with thanksgiving
And into His courts with praise
Be thankful unto Him, and speak good of His name.
Un trio per a soprano, tenor i baix:
For the Lord is gracious, His mercy is everlasting
And His truth endures from generation to generation.
Un cor (acords homofònics):
Glory be to the Father, and to the Son, and to the Holy Ghost
Un cor fugat final:
As it was in the beginning, is now, and ever shall be,
World without end,
Amen..

## Enregistrament
Ian Partridge (Tenor), Lynne Dawson (Soprano), Michael George (Baix), The Sixteen, The Sixteen Orchestra, Harry Christophers (Director). CD: Chandos records. Cat # 554. (1994)